# JR Bourne

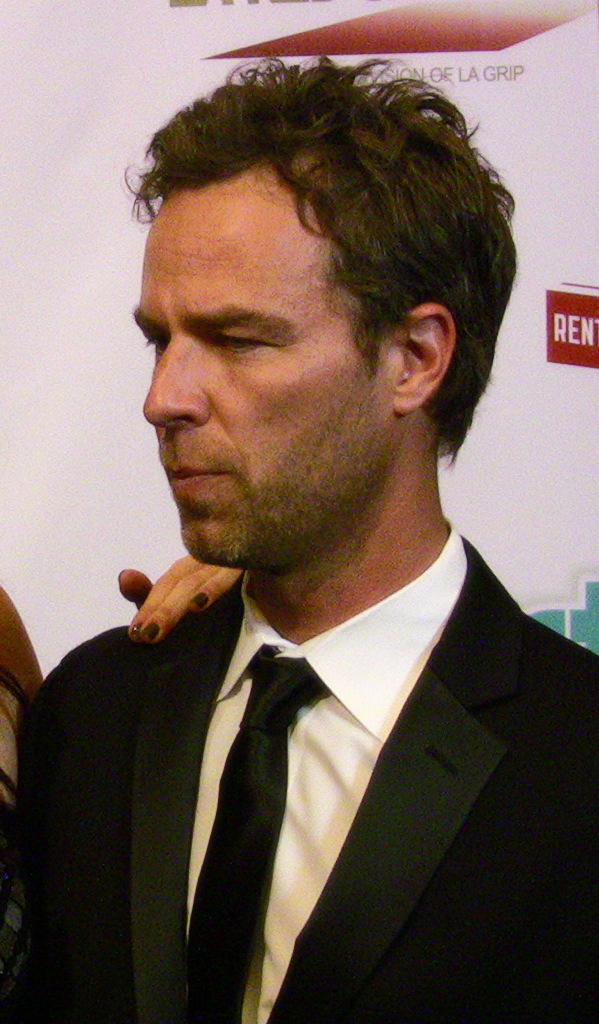
JR Bourne (2011)

JR Bourne (* 8. April 1970 in Toronto, Ontario; eigentlich David J. R. Bourne) ist ein kanadischer Schauspieler.

## Leben und Wirken
Bourne ist seit 1994 als Schauspieler tätig. Zu seinen bekanntesten Rollen gehört die des Martouf in Stargate SG-1. Seit 2011 bzw. 2012 hat er Nebenrollen in Teen Wolf und Revenge. Außerdem war er als Isaac in The Secret Circle zu sehen. 2004 und 2007 wurde seine Darstellung jeweils für einen Leo Award nominiert. Zudem konnte er in beiden Jahren den VFCC Award des Vancouver Film Critics Circle gewinnen.
Des Weiteren war er in den Spielfilmen Startup, Josie and the Pussycats, 13 Geister, Ginger Snaps III – Der Anfang, Das Vermächtnis der Azteken und Butterfly Effect 2 sowie in den Fernsehserien Navy CIS: L.A., The Mentalist, CSI: Vegas, CSI: Miami, Navy CIS, 24, Fringe – Grenzfälle des FBI, Dead Zone, Smallville, Suits, Higher Ground, Viper und Cold Case – Kein Opfer ist je vergessen zu sehen. Er wirkte in mehr als 100 Film- und Fernsehproduktionen mit.

## Filmografie (Auswahl)
- 1995: Jungleground
- 1995: Strange Luck – Dem Zufall auf der Spur (Strange Luck, Fernsehserie, Episode 1x10)
- 1995: The Final Goal
- 1995–1996: Side Effects – Nebenwirkungen (Side Effects, Fernsehserie, 2 Episoden)
- 1996: Gejagt – Das zweite Gesicht (Two, Fernsehserie, Episode 1x08)
- 1996: Millennium – Fürchte deinen Nächsten wie Dich selbst (Millennium, Fernsehserie, Episode 1x04)
- 1996: Todesschwadron aus der Zukunft (Past Perfect)
- 1996: Der Sentinel – Im Auge des Jägers (The Sentinel, Fernsehserie, Episode 2x02)
- 1996–1997: Madison (Fernsehserie, 4 Episoden)
- 1997: The Right Connections (Fernsehfilm)
- 1998: The Inspectors – Der Tod kommt mit der Post (The Inspectors, Fernsehfilm)
- 1998: Futuresport (Fernsehfilm)
- 1998: The Crow – Die Serie (The Crow: Stairway to Heaven, Fernsehserie, Episode 1x04)
- 1998: Viper (Fernsehserie, Episode 4x10)
- 1998–2006: Stargate – Kommando SG-1 (Stargate SG-1, Fernsehserie, 7 Episoden)
- 1999: Dead Man's Gun (Fernsehserie, Episode 2x19)
- 1999: Erdbeben-Inferno: Wenn die Welt untergeht (Aftershock: Earthquake in New York, Miniserie, 2 Episoden)
- 2000: Ruf der Wildnis (Call of the Wild, Fernsehserie, Episode 1x05)
- 2000: Higher Ground (Fernsehserie, Episode 1x14)
- 2000: Outer Limits – Die unbekannte Dimension (The Outer Limits, Fernsehserie, Episode 6x19)
- 2000–2001: Beggars and Choosers (Fernsehserie, 2 Episoden)
- 2001: Big Sound (Fernsehserie, 2 Episoden)
- 2001: Exiles in Paradise
- 2001: Stumme Schreie im See 2 (Return to Cabin by the Lake, Fernsehfilm)
- 2001: Sea
- 2001: Startup (Antitrust)
- 2001: Josie and the Pussycats
- 2001: 13 Geister (Thirteen Ghosts)
- 2002: Breaking News (Fernsehserie, Episode 1x03)
- 2002: Cover Story
- 2002: Liebe auf den 2. Blick
- 2002: Stuck
- 2002: Jeremiah – Krieger des Donners (Jeremiah, Fernsehserie, Episode 1x12)
- 2003: On the Corner
- 2003: The Favourite Game
- 2003: Word of Honor (Fernsehfilm)
- 2003: Andromeda (Fernsehserie, 2 Episoden)
- 2004: Behind the Camera: The Unauthorized Story of 'Charlie's Angels' (Fernsehfilm)
- 2004: Century City (Fernsehserie, Episode 1x01)
- 2004: Perfect Romance (Fernsehfilm)
- 2004: The Truth About Miranda
- 2004: Ginger Snaps III – Der Anfang (Ginger Snaps Back)
- 2004–2005: Auf kalter Spur (Cold Squad, Fernsehserie, 5 Episoden)
- 2005: Selling Innocence (Fernsehfilm)
- 2005: Six Figures
- 2005: The Score
- 2005: Severed – Forest of the Dead
- 2005: Der Exorzismus von Emily Rose (The Exorcism of Emily Rose)
- 2006: Everything's Gone Green
- 2006: Godiva's (Fernsehserie, 7 Episoden)
- 2006: Sisters – Tödliche Schwestern (Sisters)
- 2006: Unnatural & Accidental
- 2006: Butterfly Effect 2 (The Butterfly Effect 2)
- 2006: Dead Zone (The Dead Zone, Fernsehserie, Episode 5x08)
- 2007: Superstorm – Hurrikan außer Kontrolle (Superstorm, Miniserie, 3 Episoden)
- 2007: 24 (Fernsehserie, Episode 6x15)
- 2007: CSI: Vegas (CSI: Crime Scene Investigation, Fernsehserie, Episode 7x23)
- 2007: CSI: Miami (Fernsehserie, Episode 5x15)
- 2007: Navy CIS (Navy NCIS, Fernsehserie, Episode 5x09)
- 2008: Chronic Town
- 2008: Run Rabbit Run (Gods of Youth)
- 2008: Der Sieg des Odysseus (Odysseus and the Isle of the Mists)
- 2008: Das Vermächtnis der Azteken (The Lost Treasure of the Grand Canyon, Fernsehfilm)
- 2008: The Mentalist (Fernsehserie, Episode 1x07)
- 2009: The Zero Sum
- 2009–2011: Fringe – Grenzfälle des FBI (Fringe, Fernsehserie, 2 Episoden)
- 2010: Alleged
- 2010: Cold Case – Kein Opfer ist je vergessen (Cold Case, Fernsehserie, Episode 7x22)
- 2010: Navy CIS: L.A. (NCIS: Los Angeles, Fernsehserie, 2 Episoden)
- 2010: Smallville (Fernsehserie, Episode 9x14)
- 2011: A Mann’s World (Fernsehfilm)
- 2011: Fly Away
- 2011: Little Birds
- 2011: Flashpoint – Das Spezialkommando (Flashpoint, Fernsehserie, Episode 4x10)
- 2011–2012: The Secret Circle (Fernsehserie, 5 Episoden)
- 2011, 2015: Suits (Fernsehserie, 2 Episoden)
- 2011–2017: Teen Wolf (Fernsehserie, 64 Episoden)
- 2012: Brake
- 2012–2013: Revenge (Fernsehserie, 11 Episoden)
- 2014: Grand Theft Auto: Give Me Liberty (Fernsehfilm)
- 2015: A Husband's Confession
- 2015: Satisfaction (Fernsehserie, 3 Episoden)
- 2015: Arrow (Fernsehserie, Episode 4x03)
- 2015: UnREAL (Fernsehserie, 2 Episoden)
- 2016: Her Dark Past (Fernsehfilm)
- 2016: Prototype (Fernsehfilm)
- 2016: Beat Bugs (Fernsehserie, Episode 1x21, Sprechrolle)
- 2016: Outcast (Fernsehserie, Episode 1x03)
- 2017: Somewhere Between (Fernsehserie, 9 Episoden)
- 2018: Hospitality
- 2018: Falling Water (Fernsehserie, 6 Episoden)
- 2019–2020: The 100 (Fernsehserie, 23 Episoden)
- 2023: Teen Wolf: The Movie